# Annabella Zetsch
Annabella Zetsch (* 18. September 1993 in Bautzen) ist eine deutsche Theater- und TV-Schauspielerin. Von 2019 bis 2020 gehörte sie dem Ensemble der RTL-Fernsehserie Gute Zeiten, schlechte Zeiten an, in der sie seit der am 13. Juli 2019 gesendeten 6550. Folge die Hauptrolle der Brenda Schubert spielte.

## Leben
Annabella Zetsch stammt aus der sächsischen Stadt Bautzen. Neben ihrer Bühnentätigkeit als Schauspielerin tanzt sie Hip-Hop. In dieser Disziplin wurde sie mit ihrer Formation deutscher Meister und Vizemeister. Des Weiteren hat sie eine Gesangsausbildung.

## Filmografie (Auswahl)
- 2016: FutherMockerCrazy[5]
- 2017: A Non Binary Girl[6]
- 2017: Bruder – Schwarze Macht[7]
- 2018: True Story[8]
- 2019: Hashtag Daily[9]
- 2018–2020: Gute Zeiten, schlechte Zeiten
- 2021–2024: Der Palast (Fernsehserie, 11 Folgen)
- 2022: Schlussklappe
- 2025: Doppelhaushälfte (Fernsehserie, Staffel 4, Folge Der Switch)